# ECall
eCall je projekt Evropské komise, který má umožnit rychlou pomoc motoristům, kteří se stali účastníky dopravní nehody, a to kdekoliv na území Evropské unie. Vozidla budou obsahovat černou skříňku, která bude odesílat informace o aktivaci airbagů, data ze senzorů nárazu a GPS souřadnice místním orgánům záchranného systému. Systém eCall je založen na lince E112.
V roce 2005 očekávala Evropská komise implementaci do roku 2009.
Mnoho firem se zabývá technologiemi telematiky, které se budou používat v různých součástech systému eCall, včetně systémů montovaných do vozidel, bezdrátového přenosu dat a reakčních bodů záchranného systému.
Určitými překážkami jsou záležitosti okolo standardizace komunikačních protokolů a komunikace lidskou řečí. Prototypy byly úspěšně testovány s GPRS a s in-band signalizací přes celulární sítě. Současně již existují proprietární řešení založená na SMS a používaná některými výrobci automobilů, například BMW, PSA nebo Volvo.
Jakmile bude systém aktivně nasazován, dá se očekávat rozmach dalších telematických služeb, například doporučování cestovní trasy nebo distribuce dopravních informací.
Projekt eCall podporuje také Asociace evropských výrobců automobilů (ACEA), zájmová skupina výrobců osobních a nákladních automobilů a autobusů, nezisková organizace prosazující implementaci inteligentních dopravních systémů a poskytování služeb v Evropě. Mnoho investorů působících na poli telematiky je členy ERTICO nebo ACEA. Výhodou členství je větší možnost ovlivnit vývoj standardů eCall.
Přínos tohoto projektu je ovšem diskutabilní. Systém obsahuje stále aktivní GPS, má možnost datové komunikace a mikrofon na palubě vozu. eCall tedy plně splňuje technické předpoklady k tomu, aby mohl být teoreticky zneužit (či se souhlasem soudu využit) k odposlouchávání a sledování polohy auta, jeho směru a počtu pasažérů v něm. Montáž eCallu měla být od roku 2015 povinná ve všech nových vozech v EU (později odloženo na rok 2017), za což eCall obdržel anticenu pro Velkého bratra. Z povahy příslušné legislativy vyplývá, že znemožnění provozu eCallu či jeho odstranění bude postihováno.
Dále také zařízení plní funkci černé skříňky, jelikož se ukládá posledních několik sekund pohybu vozu. Tyto údaje se v případě nehody odešlou orgánům záchranného systému pro účely posouzení vážnosti nehody. Je ale současně možné, aby byl záznam použit jako důkaz proti majiteli vozu ohledně okolností dopravní nehody v řízení o přestupku nebo před trestním či civilním soudem.

## Použití vČesku
Dne 26. února 2019 přinesl server iDnes.cz zprávu, že systém eCall přivolal pomoc po nehodě automobilu Audi A4, čehož řidič cizí státní příslušnosti nebyl schopen. Podle článku se jedná o "první případ v České republice, kdy byla aplikace využita v takto závažné situaci".
Kuriózní případ se podle téhož serveru odehrál i 30.11.2021 na Šumpersku, kde opilá řidička v noci narazila s vozem do stěny a po nehodě nezraněna usnula. Systém eCall ale provedl automatické přivolání jednotek IZS.